# Contea di Tancheng
La contea di Tancheng (郯城县S, Tánchéng XiànP) è una contea della Cina, situata nella provincia dello Shandong e amministrata dalla prefettura di Linyi.